# قائمة حلقات ماجيك كايتو 1412
هذه قائمة حلقات مسلسل ماجيك كايتو 1412، وهي السلسلة الثانية من سلسلة أنيمي ماجيك كايتو، والمسماة باسم ماجِك كايتو 1412 (まじっく快斗1412 Majikku Kaitō 1412) كان من إنتاج إستديو أيه-1 بكتشرز وبدأ عرضه في 4 أكتوبر 2014.

## قائمة الحلقات
| رقم الحلقة | عنوان الحلقة | عنوان الحلقة                    | تفاصيل الحلقة                                     | تفاصيل الحلقة  | تفاصيل الحلقة      |
| رقم الحلقة | باليابانية | بالدبلجة العربية                | في المانغا                                        | تاريخ العرض    | تاريخ العرض العربي |
| --- | --- | ------------------------------- | ------------------------------------------------- | -------------- | ------------------ |
| 1 | الولادة الجديدة للص النبيل كيد 「蘇る怪盗KID」 - Yomigaeru Kaitō Kiddo                                                                                              | عودة كايتو كيد                  | المجلد 1 الفصل 1                                  | 4 أكتوبر 2014  | 19 يناير 2020      |
| يُرسل كايتو كيد رسالة لأول مرة منذ ثمان سنوات للإبلاغ على أنه سيسرق جوهرة تُدعى Eye of the Moon ("عين القمر") من مصرف أونو. كايتو كوروبا هو طالب في المرحلة الثانوية وخبير في الخدع السحرية، ذات يوم وهو عائد من المدرسة يكتشف أن والده الساحر الكبير تويتشي كوروربا الذي مات قبل ثمان سنوات، هو لص مشهور يُدعى كايتو كيد. يتخذ كايتو هوية والده ككيد للكشف عن هوية كايتو كيد المُزيَّف. هناك يتقابل الاثنين ويكشف كايتو هوية كيد المزيَّف الذي؛ كونوسكيه جي، مُساعد أبيه تويتشيي. يخبر كونسكيه كايتو بأننه فكر في أنه إذا تنكر بهوية كيد، فقد يجعل قتلة والده (تويتشي كوروبا) يخرجون له. يسأل كايتو كونكيه إن كان والده فعلًا هو كايتو كيد، فيجيبه كونسكيه بالإيجاب. | |                                 |                                                   |                |                    |
| 2 | بلو برثدَي (Blue Birthday) 「ブルーバースデイ」 - Burū Bāsudei | ذكرى الولادة الزرقاء            | المجلد 3 الفصل 6                                  | 11 أكتوبر 2014 | 26 يناير 2020      |
| 3 | هسلر فيرسس ماجشن (Hustler VS Magician) 「ハスラーVSマジシャン」 - Hasurā VS Majishan                                                                                | لاعب الخفه يواجه المحتال الكبير | المجلد 2 الفصل 6                                  | 19 أكتوبر 2014 | 2 فبراير 2020      |
| 4 | المتحري العظيم يظهر للأضواء 「名探偵は白日の下に」 - Meitantei wa Hakujitsu no Moto ni                                                                              | المحقق ضد لاعب الخفه            | المجلد 3 الفصل 2                                  | 26 أكتوبر 2014 | 9 فبراير 2020      |
| 5 | الإغراء القرمزي 「緋色の誘惑」 - Hiiro no Yūwaku | القمر القرمّزي                   | المجلد 1 الفصل 6                                  | 1 نوفمبر 2014  | 16 فبراير 2020     |
| 6 | بلاك ستار (Black Star) 「ブラックスター」 - Burakku Sutā | لقاء الخصمين الأول              | المجلد 4 الفصل 23-24                              | 8 نوفمبر 2014  | 23 فبراير 2020     |
| 7 | عطلة كايتو كوروبا المليئة بالأحداث 「黒羽快斗の忙しい休日」 - Kuroba Kaito no Isogashii Kyūjitsu                                                                    | كايتو في قفص الاتهام            | المجلد 1 الفصل 4                                  | 15 نوفمبر 2014 | 1 مارس 2020        |
| 8 | تعويذة الكبار 「大人のおまじない」 - Otona no Omajinai | خدعة الأطياف                    | المجلد 2 الفصل 4                                  | 22 نوفمبر 2014 | 8 مارس 2020        |
| 9 | ظهور فانتوم ليدي 「怪盗淑女 登場」 - Fantomu Redi Tōjō | وجوه من الماضي                  | المجلد 5 الفصل 1-2                                | 29 نوفمبر 2014 | 15 مارس 2020       |
| 10 | فانتوم ليدي وكنز ريوما 「怪盗淑女と龍馬のお宝」 - Fantomu Redi to Ryoma no Otakara                                                                                  | كنز التنين                      | مانغا المحقق كونان المجلد 70 الفصل 2-4 (731-733)  | 6 ديسمبر 2014  | 22 مارس 2020       |
| 11 | وهم كنز ريوما الخاص بكيد وكونان 「KID コナンの龍馬お宝イリュージョン」 - Kiddo Konan no Ryōma Otakara Iryūjon                                                       | اللص والمحقق الصغير             | مانغا المحقق كونان المجلد 70 الفصل 2-4 (731-733)  | 13 ديسمبر 2014 | 29 مارس 2020       |
| 12 | عشية عيد الميلاد-اثنان من كايتو كيد 「聖夜・二人の怪盗KID」 - Seiya - Futari no Kaitō Kiddo                                                                         | لم تدبلج                        | المجلد 3 الفصل 1                                  | 27 ديسمبر 2014 | لم تدبلج           |
| 13 | ابقَ بعيدًا عنه 「彼から手をひいて」 - Kare kara Te o Hīte | مسابقة التزلج                   | المجلد 2 الفصل 1                                  | 10 يناير 2015  | 5 أبريل 2020       |
| 14 | كرستَل مَذَر(Crystal Mother) 「クリスタル・マザー」 - Kurisutaru Mazā                                                                                                  | جوهرة الأم الكريستالية          | المجلد 4 الفصل 1                                  | 17 يناير 2015  | 12 أبريل 2020      |
| 15 | الأميرة وعرض اللص الجانبي 「王女と泥棒の即興劇」 - Ōjo to Dorobō no Sokkyōgeki                                                                                      | تحدٍ بين المفتشين                | المجلد 1 الفصل 2                                  | 24 يناير 2015  | 19 أبريل 2020      |
| 16 | كيد VS كونان: معجزة المشي على الهواء 「KID VS コナン 奇跡の空中歩行」 - Kiddo VS Konan Kiseki no Kūchū Hokō                                                         | المتحري الذكي                   | مانغا المحقق كونان المجلد 44 الفصل 7-10 (453-456) | 31 ديسمبر 2014 | 26 أبريل 2020      |
| 17 | غرين دريم (Green Dream) 「グリーンドリーム」 - Gurīn Dorīmu | الحلم الأخضر                    | المجلد 3 الفصل 7                                  | 7 فبراير 2015  | 3 مايو 2020        |
| 18 | غولدن آي (Golden Eye): تحدي شا نوا 「ゴールデン・アイ《前編》 黒猫《シャノワール》の挑戦」 - Gōruden Ai (Zenpen) Shanowāru no Chōsen                                | تحدي شانوار (الجزء الأول)       | المجلد 4 الفصل 5-6                                | 14 فبراير 2015 | 10 مايو 2020       |
| 19 | غولدن آي: كيد ضد شا نوا: نهاية اللعبة 「ゴールデン・アイ《後編》 決着KIDvs黒猫《シャノワール》」 - Gōruden Ai (Kōhen) Ketchaku Kiddo vs Shanowāru                   | تحدي شانوار (الجزء الثاني)      | المجلد 4 الفصل 5-6                                | 21 فبراير 2015 | 17 مايو 2020       |
| 20 | دارك نايت(Dark Knight) 「ダーク・ナイト」 - Dāku Naito | مواجهة الكابوس                  | المجلد 4 الفصل 7-8                                | 28 فبراير 2015 | 24 مايو 2020       |
| 21 | كيد VS كونان: انتقال آني تحت ضوء القمر 「KIDvsコナン 月下の瞬間移動」 - Kiddo VS Konan Gekka no Shunkan Idō                                                         | مواجهة المحقق الصغير            | مانغا المحقق كونان المجلد 61 الفصل 1-4 (631-634)  | 7 مارس 2015    | 31 مايو 2020       |
| 22 | رد تير(Red Tear) 「レッド.ティアー」 - Reddo Tiā | جوهرة الدمعة الحمراء            | المجلد 4 الفصل 2                                  | 14 مارس 2015   | 7 يونيو 2020       |
| 23 | ميدنايت كرو (Midnight Crow) (الجزء الأول) 「真夜中の烏《ミッドナイト・クロウ》《前編》 その名は怪盗コルボー！」 - Middonaito Kurō (Zenpen) Sono Na ha Kaitō Korubō! | مواجهة اللصين (الجزء الأول)     | المجلد 5 الفصل 3-4                                | 21 مارس 2015   | 14 يونيو 2020      |
| 24 | ميدنايت كرو (الجزء الثاني) 「真夜中の烏《ミッドナイト・クロウ》《後編》 激突！白か黒か！？」 - Middonaito Kurō (Kōhen) Gekitotsu! Shiro ka Kuro ka!?                | مواجهة اللصين (الجزء الثاني)    | المجلد 5 الفصل 3-4                                | 28 مارس 2015   | 21 يونيو 2020      |